# Plano de Treino Aéreo da Comunidade Britânica
O Plano de Treino Aéreo da Comunidade Britânica (Em inglês: British Commonwealth Air Training Plan (BCATP)), frequentemente referido apenas como "The Plan" ("O Plano"), foi um programa militar de proporção global levado a cabo pelo Reino Unido, Austrália, Canadá e Nova Zelândia durante a Segunda Guerra Mundial. O BCATP permanece, ainda hoje, um dos maiores programas de treino militar da história, e foi responsável por treinar metade de todos os pilotos, navegadores, tripulações aéreas, tripulações terrestres, operadores de radio e engenheiros de voo que serviram a Força Aérea Real, a Força Aérea Real Australiana, a Força Aérea Real Canadiana e a Força Aérea Real da Nova Zelândia durante a guerra de 1939-1945.
Sob um acordo paralelo, o Plano Conjunto de Treino Aéreo, a África do Sul treinou cerca de 33 347 aviadores para a Força Aérea da África do Sul e outras forças aéreas dos aliados. Este número foi excedido apenas pelo Canadá, que treinou cerca de 131 500.
Estudantes de muitos outros países fizeram parte das escolas de aviação deste plano, incluindo da Argentina, Bélgica, Checoslováquia, Dinamarca, Finlândia, Fiji, França, Grécia, Holanda, Noruega, Polónia e nos Estados Unidos, onde um programa similar já estava em curso desde 1938.